# Colomby
Colomby ist eine französische Gemeinde mit 566 Einwohnern (Stand: 1. Januar 2022) im Département Manche in der Region Normandie. Sie gehört zum Arrondissement Cherbourg und zum Kanton Bricquebec-en-Cotentin.

## Lage
Colomby liegt auf der Halbinsel Cotentin. Nachbargemeinden sind Morville und Lieusaint im Norden, Flottemanville und Hémevez im Nordosten, Urville im Osten, Hautteville-Bocage im Südosten, Biniville im Süden, Golleville im Südwesten sowie Magneville im Westen.

## Bevölkerungsentwicklung
| Jahr      | 1962 | 1968 | 1975 | 1982 | 1990 | 1999 | 2008 | 2015 |
| --------- | ---- | ---- | ---- | ---- | ---- | ---- | ---- | ---- |
| Einwohner | 434  | 417  | 388  | 371  | 431  | 429  | 477  | 519  |

## Sehenswürdigkeiten
- Kirche Saint-Georges, Monument historique seit 1966
- ehemaliges Pfarrhaus, heute Rathaus (Mairie), Monument historique seit 1996
- Bauernhof Ferme du Breuil

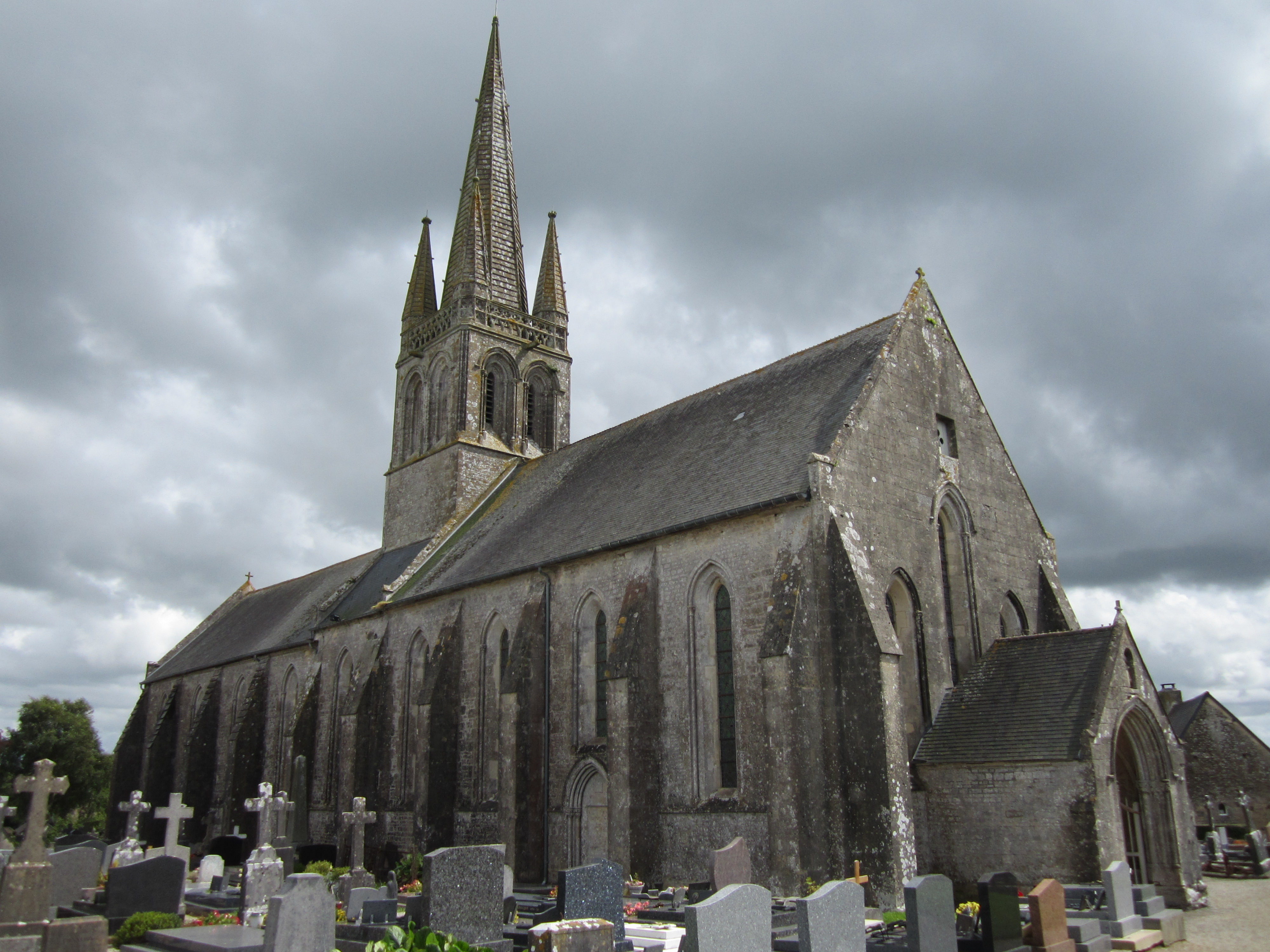
Kirche Saint-Georges
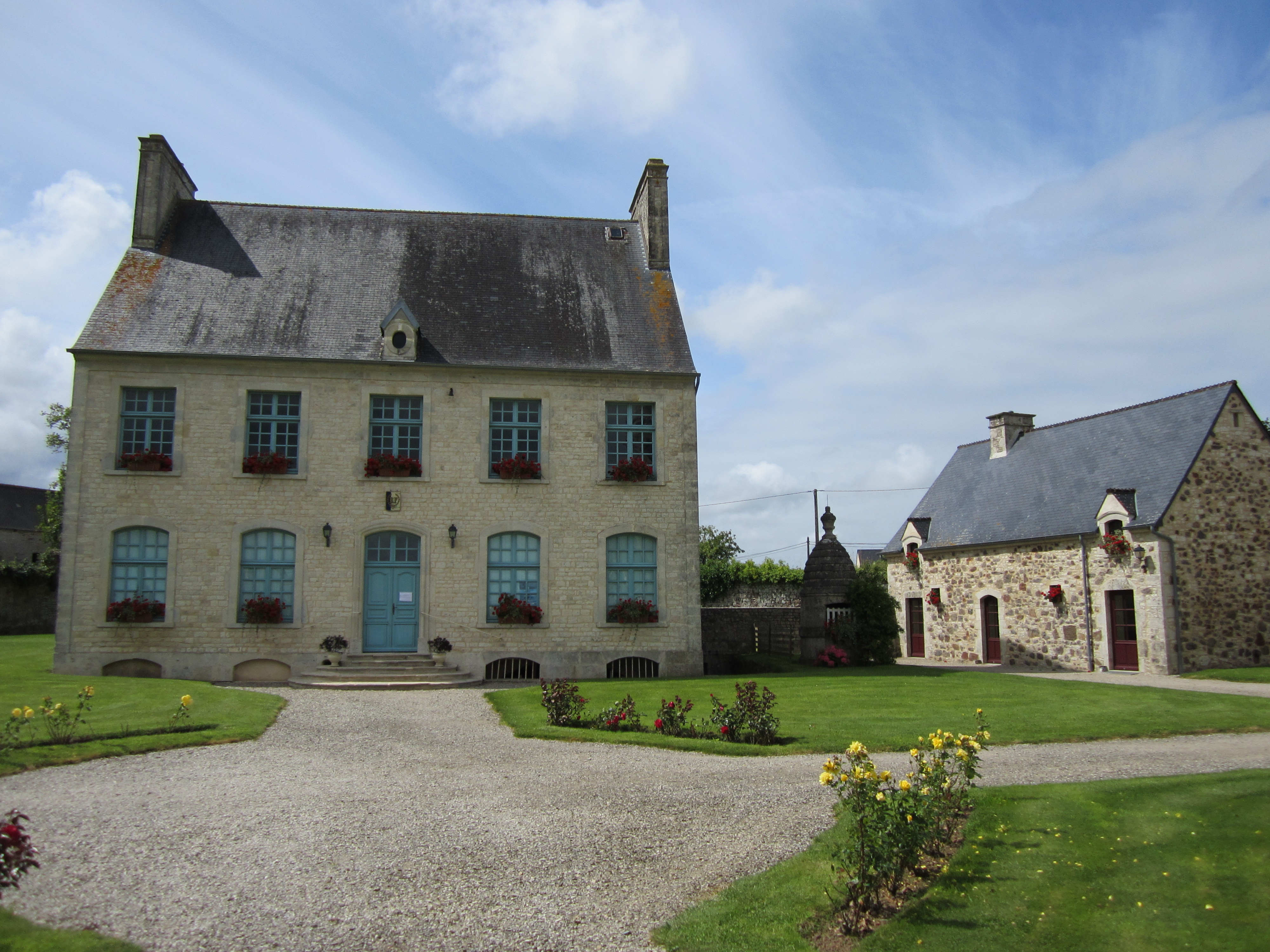
Mairie Colomby
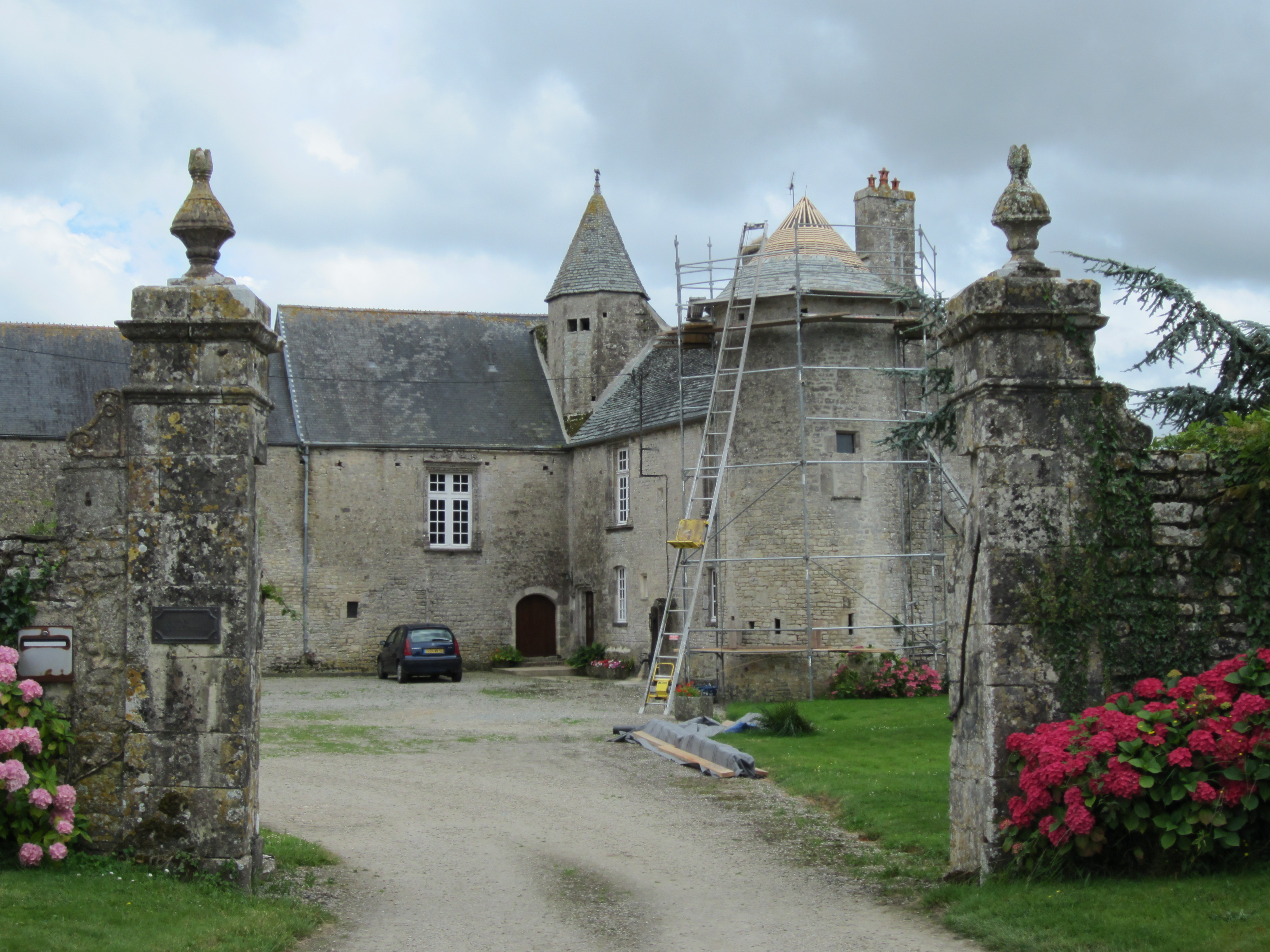
Ferme du Breuil